# Horringer
Horringer är en by och en civil parish i distriktet West Suffolk i Suffolk i England. Orten har 901 invånare (2001). Den har en kyrka.